# Сблъсъкът на шампионите (2019)
Сблъсъкът на шампионите (2019) е събитие за професионална борба (кеч), излъчван по платена телевизия за кеч WWE Network pay-per-view (PPV) турнир, продуциран от WWE за шоутата Първична сила Разбиване и 205 На живо.
То се провежда на в Спецтръм Център в Шарлът, Северна Каролина 15 септември 2019 г. Това е третото събитие по хронологията на Сблъсъкът на шампионите. Според оценката на събитието са защитени всички титли на WWE в шоутата Първична сила, Разбиване и 205 На живо.

## Резултати
| №                                                                                     | Резултати                                                                                                  | Правила                                              | Време |
| ------------------------------------------------------------------------------------- | --- | ---------------------------------------------------- | ----- |
| 1П                                                                                    | Дрю Гулак (ш) победи Хумберто Карильо и Линсе Дорадо                                                       | Мач тройна заплаха за Титлата в полутежка категория  | 10:05 |
| 2П                                                                                    | Ей Джей Стайлс (ш) победи Седрик Алекзандър                                                                | Сингъл мач за Титлата на Съединените щати            | 4:55  |
| 3                                                                                     | Робърт Рууд и Долф Зиглър победиха Сет Ролинс и Браун Строумън                                             | Отборен мач за Отборните титли на Първична сила      | 9:40  |
| 4                                                                                     | Бейли (ш) победи Шарлот Светкавицата                                                                       | Сингъл мач за Титлата при жените на Разбиване        | 3:45  |
| 5                                                                                     | Възраждането (Даш Уайлдър и Скот Доусън) победиха Новият ден (Големия И и Ксавиер Уудс) (ш) чрез предаване | Отборен мач за Отборните титли на Разбиване          | 10:15 |
| 6                                                                                     | Алекса Блис и Ники Крос (ш) победиха Огън и Желание (Манди Роуз и Соня Девил)                              | Отборен мач за Отборните женски титли на Федерацията | 9:05  |
| 7                                                                                     | Шинске Накамура (ш) (с Сами Зейн) победи Миз                                                               | Сингъл мач за Интерконтиненталната титла             | 9:35  |
| 8                                                                                     | Саша Банкс победи Беки Линч (ш) чрез дисквалификацея                                                       | Сингъл мач за Титлата при жените на Първична сила    | 20:00 |
| 9                                                                                     | Кофи Кингстън (ш) победи Ренди Ортън                                                                       | Сингъл мач за Титлата на Федерацията                 | 20:50 |
| 10                                                                                    | Ерик Роуън победи Роман Рейнс                                                                              | Мач без дисквалификации                              | 17:25 |
| 11                                                                                    | Сет Ролинс (ш) победи Браун Строумън                                                                       | Сингъл мач за Универсалната титла                    | 11:00 |
| - (ш) – указва шампиона/шампионите в мача - П – показва, че мача се случи преди шоуто | |                                                      |       |